# 斯氏櫛鱗鰨
斯氏櫛鱗鰨為輻鰭魚綱鰈形目鰨亞目鰨科的其中一種，為熱帶海水魚，分布於西印度洋紅海Dahlak列島海域，體長可達3.6公分，棲息在底層水域，生活習性不明。